# Aspistes dakotensis
Aspistes dakotensis är en tvåvingeart som beskrevs av Cook 1965. Aspistes dakotensis ingår i släktet Aspistes och familjen dyngmyggor.
Artens utbredningsområde är North Dakota. Inga underarter finns listade i Catalogue of Life.